# Pajep Harrok
Pajep Harrok är en sjö i Arjeplogs kommun i Lappland och ingår i Piteälvens huvudavrinningsområde. Sjön har en area på 0,654 kvadratkilometer och ligger 510 meter över havet. Pajep Harrok ligger i Hornavan-Sädvajaure fjällurskog Natura 2000-område. Sjön avvattnas av vattendraget Rappenjåkkå.

## Delavrinningsområde
Pajep Harrok ingår i det delavrinningsområde (737843-156826) som SMHI kallar för Utloppet av Pajep Harrok. Medelhöjden är 626 meter över havet och ytan är 23,63 kvadratkilometer. Det finns inga avrinningsområden uppströms utan avrinningsområdet är högsta punkten. Rappenjåkkå som avvattnar avrinningsområdet har biflödesordning 2, vilket innebär att vattnet flödar genom totalt 2 vattendrag innan det når havet efter 292 kilometer. Avrinningsområdet består mestadels av skog (84 procent). Avrinningsområdet har 1,28 kvadratkilometer vattenytor vilket ger det en sjöprocent på 5,4 procent.